# منطقه حفاظت‌شده آسا
منطقه حفاظت‌شده آسا (به لاتین: Asa Managed Reserve) یک منطقه حفاظت‌شده در گرجستان است که در متسختا-متیانتی واقع شده‌است.